# Александровское (Александровский район)
Алекса́ндровское — село в России, административный центр Александровского района Томской области и Александровского сельского поселения.

## География
Расположено по левому берегу реки Обь, в 670 км от Томска.
Климат умеренный континентальный. Долгая суровая зима и короткое тёплое лето. Годовая амплитуда температуры определяется по разности между средней температурой самого тёплого и средней температурой самого холодного месяцев года. Её значение — 40,0 °C.
- Среднегодовая относительная влажность воздуха — 77 %. Среднемесячная влажность — от 66 % в мае до 84 % в ноябре.
- Среднегодовая скорость ветра — 3,3 м/с. Среднемесячная скорость — от 2,8 м/с в июле и августе до 3,7 м/с в мае[2].

| Показатель              | Янв.  | Фев.  | Март  | Апр.  | Май   | Июнь | Июль | Авг. | Сен. | Окт.  | Нояб. | Дек.  | Год   |
| ----------------------- | ----- | ----- | ----- | ----- | ----- | ---- | ---- | ---- | ---- | ----- | ----- | ----- | ----- |
| Абсолютный максимум, °C | 2,2   | 4,6   | 12,7  | 23,3  | 33,5  | 33,2 | 34,9 | 33,1 | 29,8 | 21,8  | 7,6   | 3,9   | 34,9  |
| Средняя температура, °C | −21,9 | −18,1 | −9,2  | −2,1  | 6,7   | 14,7 | 18,1 | 14,4 | 7,5  | −0,1  | −11,5 | −18,2 | −1,6  |
| Абсолютный минимум, °C  | −52,8 | −51   | −41,4 | −33,9 | −19,6 | −3,8 | 1,0  | −2,5 | −9   | −28,6 | −45,8 | −50,6 | −52,8 |
| Норма осадков, мм       | 22    | 17    | 19    | 28    | 47    | 68   | 55   | 81   | 55   | 43    | 37    | 30    | 502   |
| Источник: .             |       |       |       |       |       |      |      |      |      |       |       |       |       |

| Показатель                          | Янв.  | Фев.  | Март  | Апр.  | Май   | Июнь | Июль | Авг. | Сен. | Окт.  | Нояб. | Дек.  | Год   |
| ----------------------------------- | ----- | ----- | ----- | ----- | ----- | ---- | ---- | ---- | ---- | ----- | ----- | ----- | ----- |
| Абсолютный максимум, °C             | 1,1   | 2,2   | 11,1  | 20,0  | 30,6  | 32,8 | 34,4 | 30,6 | 27,2 | 15,0  | 5,0   | 5,6   | 34,4  |
| Средний суточный максимум, °C       | −16,7 | −14,6 | −5,6  | 3,4   | 11,3  | 19,5 | 22,9 | 19,1 | 12,9 | 2,0   | −8,3  | −14,4 | 2,6   |
| Средняя температура, °C             | −21,2 | −19,5 | −11,4 | −1,7  | 6,1   | 14,3 | 17,8 | 14,3 | 8,5  | −1,1  | −12,3 | −18,8 | −2    |
| Средний суточный минимум, °C        | −25,7 | −24,4 | −17,1 | −6,9  | 0,9   | 9,1  | 12,7 | 9,4  | 4,2  | −4,2  | −16,3 | −23,5 | −6,8  |
| Абсолютный минимум, °C              | −46,1 | −46,1 | −41,1 | −32,2 | −17,8 | −1,7 | 4,4  | −0,6 | −7,2 | −27,8 | −45,6 | −47,2 | −47,2 |
| Источник: World Climate weatherbase |       |       |       |       |       |      |      |      |      |       |       |       |       |

## История
1826 годом датируется первое упоминание в исторических источниках о селе Александровском — тогда Нижнее-Лумпокольском или «нижней стоянке хантов».
Нынешнее название село обрело 28 марта 1924 года. Решением Тобольского окружного исполнительного комитета «принимая во внимание, что село Нижнее-Лумпокольское издавна именуется в просторечии Александровским, с переименованием согласиться».
По данным 1897 года население села составляло около 1000 человек, из них более 80 % — ханты.
В 1926 году село Александровское состояло из 122 хозяйств, основное население — русские. Центр Александровского сельсовета и Александровского района Томского округа Сибирского края.

## Население
| 1926  | 1939  | 1959  | 1970  | 1979  | 1989  | 2002  |
| ----- | ----- | ----- | ----- | ----- | ----- | ----- |
| 432   | ↗2672 | ↗4230 | ↗6389 | ↗6480 | ↗8399 | ↘7976 |
| 2010  | 2012  | 2013  | 2014  | 2015  | 2019  | 2021  |
| ↘7211 | ↘7020 | ↘6953 | ↘6904 | ↘6884 | ↘6721 | ↘6586 |

Национальный состав
Согласно результатам переписи 2002 года, в национальной структуре населения: русские составляли 80 %, немцы - 9%, ханты - 2%.

## Инфраструктура
- Сеть продовольственных магазинов и универмаг;
- Больница с поликлиникой;
- Почта, пункты выдачи заказов «Ozon» и «Wildberries»;
- 2 детских сада, 2 общеобразовательные школы;
- Полицейский участок;
- Две автозаправочных станции;
- Дом культуры, парк, стадион «Геолог», СК "Обь"

.

## Экономика
- ППО МУП «Жилкоммунсервис»;
- Александровский ЛПУМГ ООО «Газпром трансгаз Томск».

## Транспорт
До Александровского можно добраться:
- по автодороге из Стрежевого (летом на р. Обь работает переправа «Колтогорск — Медведево»), зимой устраивается зимник;
- по реке (летом курсируют теплоходы до Нижневартовска, Каргаска и Томска).

Ранее из местного аэропорта также летали вертолёты в Стрежевой. 
Междугороднее таксомоторное и автобусное сообщение со Стрежевым и Нижневартовском осуществляет ООО "Агат". 
На территории села работает автобусный маршрут, обслуживаемый автобусом ПАЗ-3205, перевозчик — Жилкоммунсервис.